# 前川文夫
前川 文夫（まえかわ ふみお、1908年（明治41年）10月26日 - 1984年（昭和59年）1月13日）は、日本の植物学者。植物の分布や進化に関する高邁な学説を立てたことで知られる。前川三郎（慶應義塾大学名誉教授）の息子。

## 略歴
- 1932年（昭和7年） - 東京帝国大学理学部植物学教室卒業後、同大学の助教授、教授
- 1940年（昭和15年） - 応召中に中国の前線で博士論文を完成させる。「陸軍上等兵が理学博士」と話題に。
- 1969年（昭和44年） - 東京農業大学育種学研究所員
- 1952年（昭和27年） - 皇居で行われた植物学に関する合同進講に参加した[1]。
- 1974年（昭和49年） - 進化生物学研究所主任研究員

## 人物
植物の分類、特にカンアオイ属の専門家として有名。それにもかかわって、地理分布との関連に主な関心があったようである。フォッサ・マグナが植物分布の大きな分布境界線であることを指摘したのも彼である。植物の分類研究のみならず、生物全体の系統にも関心を抱き、生物のあり方をアメーバ相・鞭毛相・包膜相の三つに分けて整理し、独自の系統論を展開した。また、ドクウツギなどの隔離分布を説明するのに、大陸移動と地軸の変動を考慮にいれた古赤道分布説を提唱した。このように、非常に空間的、時間的にもスケールの大きい発想に基づく説を展開する点で、日本では珍しい学者の型に入る。その独特の、言わば大風呂敷にはファンも多い。他方、批判する向きもあり、例えば日浦勇は「前川文夫的手法」と称して、「出来るだけタイムスケールを大きくすることで話を膨らましているだけ」と言っている。他に、史前帰化植物（1943年）も彼の提唱した考えである。第二次世界大戦時に従軍して中国へ行ったことから、その際に中国で見た人里のさまざまな植物から発想されたものとのことである。

## 著書
生物分野においてリファレンス的な位置にある『岩波生物学辞典』の、初期の編者の一人でもある。その他、一般向著書に以下のようなものがある。
- 『植物の進化を探る』（岩波新書、1969年）
- 『過ぎし日々』（近代文芸社、1985年）
- 『植物の来た道』（八坂書房、1998年）